# Shruti box

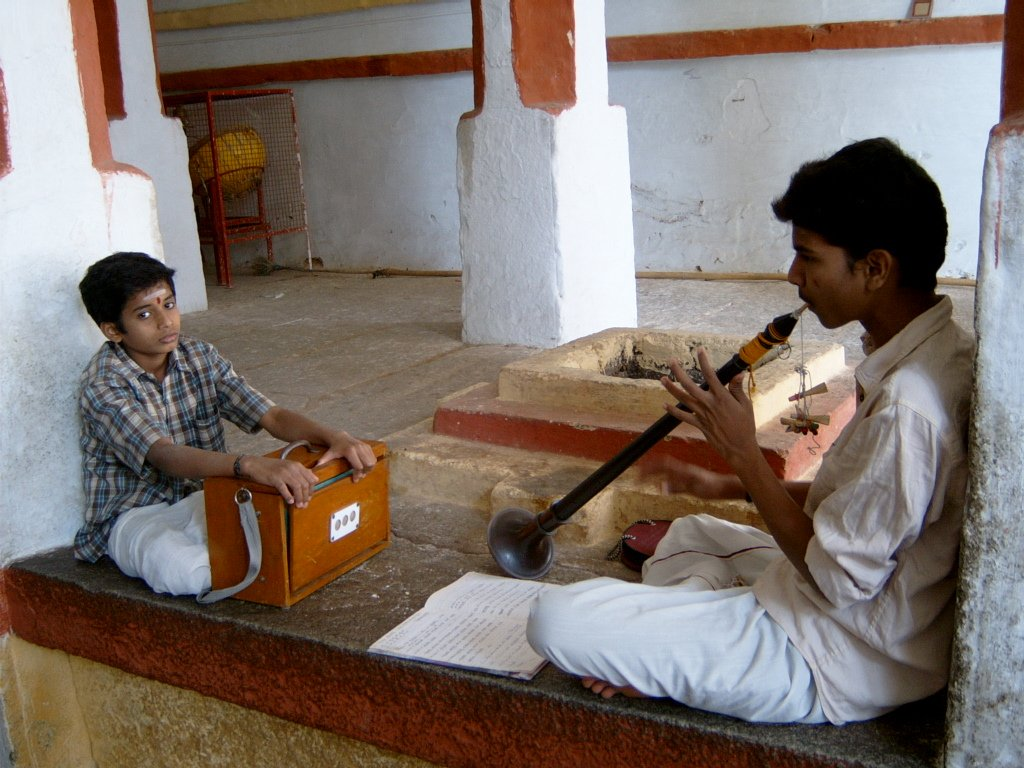
Shruti box à gauche et Nâgasvaram à droite.

La shruti-box ou surpeti est un instrument de musique indien à anches libres. C'est un guide chant aux bourdons variables actionnés par un soufflet manuel tel un harmonium sans clavier. Il en existe aussi une version électronique.

## Facture
Un soufflet de cuir ou de carton est fixé sur une caisse de résonance rectangulaire en bois. L'air s'échappe au travers de plusieurs anches simples en laiton (entre 4 et 16) ouvertes ou fermées à volonté. Il faut pomper l'air à la main en actionnant le soufflet. Il y a aussi une sourdine.

## Jeu
C'est un instrument d'étude, de volume et de prix modique, qui remplace une tampura, un harmonium, ou un bourdon de shehnai ou nâgasvaram. On le rencontre aussi parfois dans les concerts à côté de la tampura.